# Старый Кудом
Старый Кудом — посёлок в Спасском районе Рязанской области. Входит в Перкинское сельское поселение.

## География
Находится в центральной части Рязанской области на расстоянии приблизительно 40 км на север по прямой от районного центра города Спасск-Рязанский на берегу старицы реки Пра.

## Население
Постоянное население не было учтено как в 2002 году, так и в 2010.